# Residenza artistica

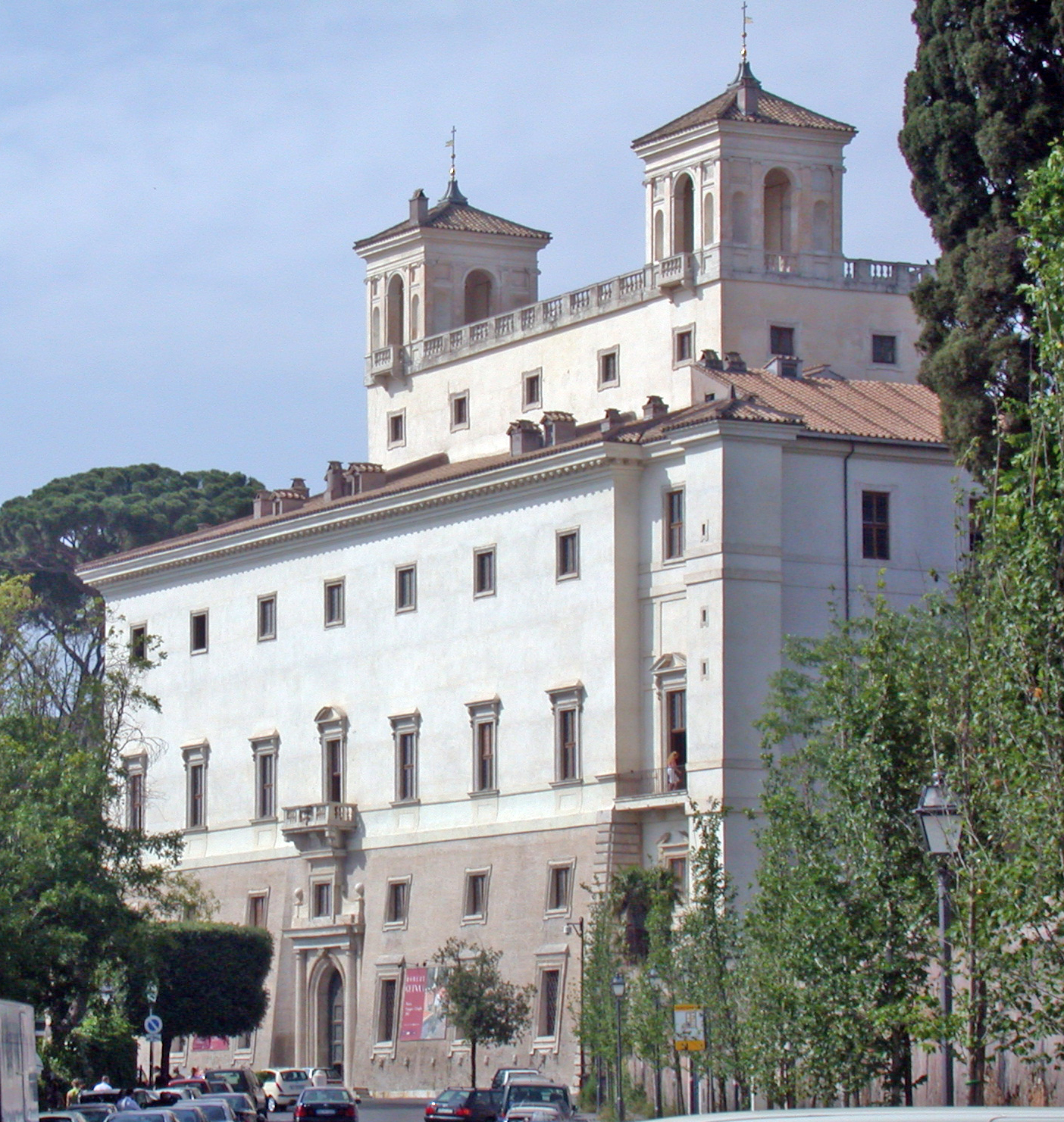
Villa Medici è un esempio di residenza artistica.

Una residenza artistica è un'istituzione all'interno della quale risiedono temporaneamente degli artisti al fine di promuovere eventi culturali e/o la collaborazione fra gli stessi artisti. Oltre gli artisti, i programmi tenuti nelle residenze artistiche possono interessare molte figure professionali correlate al mondo dell'arte, fra cui accademici, curatori, compositori, scrittori, e fumettisti.
Colui che viene invitato a partecipare alle iniziative di tali istituzioni viene definito artista residente o con l'anglicismo artist in residence.

## Storia
Le residenze artistiche hanno origine nelle curie e nelle corti medievali e rinascimentali, ove gli artisti locali e forestieri venivano chiamati per confrontarsi e ampliare il loro mercato. Alcuni fanno tuttavia risalire la nascita delle residenze artistiche all'istituzione del Prix de Rome, voluto dal sovrano francese Luigi XIV nel 1663, e consistente in una borsa di studio concessa al vincitore, al quale veniva data la possibilità di studiare presso l'Accademia di Francia a Roma. Successivamente, il fenomeno delle residenze artistiche si diffuse in tutto il mondo, specialmente nei paesi di influenza anglosassone e in Asia.